# 首都各界庆祝中华人民共和国成立40周年大会
首都各界庆祝中华人民共和国成立40周年大会於1989年9月29日在中国首都北京市的人民大会堂舉行。党和国家领导人和首都各界人士一万余人参加了大会。由于当年发生了六四事件，因而原定的国庆阅兵遭到取消。
下午3时，中共中央总书记江泽民、国家主席杨尚昆、国务院总理李鹏、全国人大常委会委员长万里、中共中央纪委书记乔石、国务院副总理姚依林、中共中央组织部部长宋平、中共中央书记处书记李瑞环、国家副主席王震等党和国家领导人来到人民大会堂万人大礼堂。中华人民共和国主席杨尚昆宣布「首都各界慶祝中華人民共和國成立40周年大會」开始。主席台正中，悬挂着巨大的中华人民共和国国徽，下面是“1949－1989”的字样，两边是10面红旗。中國人民解放軍軍樂團奏響《中華人民共和國國歌》。
随后，中国共产党中央委员会总书记江泽民在大会上发表了讲话。他指出，要防止和纠正社会分配不公的问题，并提出要加强党的建设，使坚持四项基本原则和坚持改革开放相统一。庆祝大会结束时，全场奏响《国际歌》。
1989年10月1日晚，首都各界还在天安门广场举行了“首都各界庆祝中华人民共和国成立40周年联欢晚会”。